# Max Payne 2: The Fall of Max Payne
Max Payne 2: The Fall of Max Payne, в России также известная как просто Max Payne 2 — компьютерная игра в жанре шутера от третьего лица, разработанная финской компанией Remedy Entertainment для платформ Microsoft Windows, Xbox и PlayStation 2, и изданная Rockstar Games в 2003 году. Max Payne 2 продолжает историю игры Max Payne о беглом полицейском под прикрытием, обвинённом в убийстве. Игра, как и её предшественник, использует стиль нуар, который обеспечивает ей стильную кинематографичность за счёт использования определённых технических и повествовательных приёмов: замедление времени, красивые перестрелки и графические новеллы, рассказывающие историю.
Выход The Fall of Max Payne состоялся 14 октября 2003 года на персональных компьютерах, а через несколько месяцев — на консолях. 20 января 2006 года игра была издана компанией 1С на территории России и стран СНГ. 6 апреля 2022 года Remedy анонсировала ремейк вместе с первой частью.

## Игровой процесс
Max Payne 2 — шутер с видом от третьего лица, в котором игрок выступает в роли Макса Пэйна, хотя на некоторых уровнях дается возможность поиграть за его подругу, Мону Сакс. При первом прохождении игрокам доступен только один уровень сложности «Детектив», который автоматически подстраивается и облегчает сложность, если у игрока возникают трудности в прохождении. Например, если персонаж игрока слишком часто умирает, искусственный интеллект врагов станет менее искусным, а болеутоляющие начнут восстанавливать больше здоровья. После завершения игры открываются другие уровни сложности. Также открываются два особых режима игры: «New York Minute» и «Dead Man Walking». В «New York Minute» игрок должен проходить уровни на время, а в «Dead Man Walking» Макс оказывается в одной из пяти локаций и должен продержаться на ней как можно дольше времени, сражаясь с бесконечно возрождающимися противниками.
Как и в предыдущей части серии, в Max Payne 2 присутствует Bullet time — специальный режим, в котором замедляется время, и игроку даётся больше времени на прицеливание и планирование своих действий. При использовании этого режима шкала Bullet Time уменьшается до тех пор, пока полностью не иссякнет или же игрок сам не остановит его действие. Шкала восстанавливается при убийстве противников, либо если Bullet Time не используется (в этом случае она восстанавливается медленнее). Также симуляция Bullet Time происходит при прыжке с уклонением и стрельбой — Макс прыгает в сторону, указанную игроком, и способен в таком состоянии стрелять по противникам. При выполнении этого трюка Bullet Time не расходуется.
Боевая система была усовершенствована: теперь для того, чтобы метнуть гранату, не нужно выбирать её как отдельное оружие, а можно нажать на клавишу дополнительного оружия. То же самое касается и оружия рукопашного боя, благодаря чему герой может бить прикладом. Также после прыжка в замедлении Макс встаёт не сразу, а продолжает стрелять в лежачем положении (пока игрок не отпустит клавишу стрельбы или не закончатся патроны).

## Сюжет
Действие игры происходит осенью 2003 года. Как следует из пролога, в конце первой части Макса арестовали, однако Альфред Уоден исполнил данное им обещание. Будучи сенатором, он, используя своё влияние, освободил Макса. Несмотря на обретённую свободу, Макс по-прежнему не может обрести душевный покой и равновесие: во снах и мыслях его продолжают преследовать тяжкие воспоминания о смерти семьи. Также Макс разочарован тем, что избежал правосудия.
Два года спустя он возвращается на работу в полицию Нью-Йорка обычным детективом в отдел по расследованию убийств. Во время очередного рутинного расследования он случайно сталкивается с Моной Сакс, наёмной убийцей, которую он считал погибшей. Это происходит в ходе перестрелки с некими «уборщиками» на складе своего бывшего приятеля Владимира Лема, где те убивают его любовницу и торговца оружием Энни Финн. Макс пытается поймать главаря «уборщиков» — некоего Кауфмана, но ему и оставшимся в живых «уборщикам» удаётся уйти.
Мона подозревается в убийстве сенатора Себастьяна Гейта, преступлении, которое расследуется детективом Валери Уинтерсон — новым напарником Макса. Пэйн отправляется к Владимиру Лему, купившему клуб «Рагнарок» и переделавшему его в ресторан «Водка». Там он обнаруживает банду Гоньитти. Разобравшись с бандитами Винни (самому Винни удаётся скрыться), Макс узнаёт от Владимира, что за действиями банды «уборщиков», возможно, стоит сам Гоньитти, убирающий конкурентов в подпольной торговле оружием. Макс возвращается домой.
Некоторое время спустя к нему в квартиру приходит Мона и предупреждает, что их обоих «заказали». Тем временем, в дом врываются «уборщики», и Мона уходит, признав в появлении дома у Макса свою ошибку. Пытаясь выбраться, в одной из квартир Макс обнаруживает, что в последнее время за ним следили. Ему удаётся перебить приехавших «уборщиков». Вскоре после нападения ему на рабочий телефон в полиции Нью-Йорка звонит Мона и сообщает, где её можно найти. Макс приходит к ней в павильон ужасов — заброшенный парк развлечений, где та оборудовала себе убежище. Мона сообщает, что во всём замешан Внутренний Круг и что она знает одного человека — Коркорана, который может рассказать о ситуации подробнее. Прибыв к нему в верхний Ист-Сайд, Макс и Мона обнаруживают там «уборщиков», которые уже его убили. Макс при помощи Моны, оставшейся на ресепшене следить по камерам наблюдения за врагами, проходит по этажам, устраивая капитальную зачистку, и убивает Кауфмана — вероятного главаря «уборщиков». В этот момент приезжает полиция, и коллеги Макса арестовывают Мону.
Бравура отстраняет Макса от расследования. Встретившись с Моной в камере, Пэйн решает позвонить Уодену (старому сенатору, умирающему от рака). В это время в здании полиции происходит взрыв и вновь появляются «уборщики». Воспользовавшись возникшим беспорядком, Мона сбегает из «обезьянника». Макс пытается её догнать. На улице его подбирает Владимир Лем и отвозит к павильону ужасов. По дороге Владимир говорит Максу, что знает про Внутренний Круг и про Мону лишь понаслышке. В павильоне ужасов Макс встречает Мону, где пара в порыве страсти пытается заняться любовью, но их прерывают появившиеся «уборщики». Преследуя их, главный герой прыгает на ходу в их же фургон и проникает в штаб-квартиру — огромную строительную зону. Он связывается с Моной через радионаушник, который получил от неё ещё во время приключений в Ист-Сайде. Сакс тоже проникает на стройку, и они вместе пробираются через недостроенный комплекс, убивая всех встречающихся «уборщиков», которые на самом деле оказались профессиональными наёмными убийцами из бывших коммандос. Пэйн заходит в комнату, заполненную ящиками со взрывчаткой, и один из коммандос по неосторожности стреляет в один из ящиков. Макс с боем выбирается из охваченного огнём здания, но в конце концов падает в яму и на него следом падает несколько досок. Дальше игровым персонажем становится Мона. Она также пробирается по стройке, убивает нескольких уборщиков. Затем она прикрывает Макса, пока тот ищет выход со стройплошадки. Вскоре на стройку прибывает детектив Уинтерсон и пытается арестовать Мону. Макс останавливает её. Мона уверяет Макса, что Уинтерсон заодно с наёмниками и приехала, чтобы убить её. Макс встаёт перед тяжёлым выбором.
Пэйн стреляет в Уинтерсон, когда та пытается убить Мону, схватившуюся за оружие, и даёт Моне уйти. Будучи тяжело раненной, Уинтерсон успевает несколько раз выстрелить Максу в спину, после чего тот сваливается со строительной конструкции большой высоты. По пути в больницу Уинтерсон умирает, а Макс невероятным образом остаётся в живых. Чтобы разделаться с ним, в больницу прибывает отряд коммандос из компании уборщиков. В одной из перестрелок ранят Джима Бравуру — шефа Макса. Пэйн убивает «уборщиков» и уходит из больницы.
Расправившись с наёмниками, Макс едет к Уодену и узнаёт, что за их действиями на самом деле стоит Владимир Лем: несмотря на то, что тот клялся, что завязал с преступностью и занялся ресторанным бизнесом, он на самом деле тайно управлял русской мафией в Нью-Йорке. Владимир организовал группировку «уборщиков», чтобы устранить своих конкурентов, включая Винни Гоньитти, а затем расправиться и с Уоденом — своим бывшим учителем. Макс снова приезжает в ресторан Владимира, но не находит его, а лишь ввязывается в перестрелку с его подчинёнными. В рабочем кабинете Владимира Макс находит автоответчик и узнаёт о предательстве Уинтерсон, которая связалась с Владимиром перед приездом на стройку.
Владимир Лем пытается убрать Винни, используя хитрый план. Он закладывает взрывчатку в голову костюма Капитана Бейсбольной Биты — любимого героя Винни. Гоньитти надевает костюм и понимает, что если он снимет голову куклы, то взорвётся. Тем временем, «уборщики» штурмуют район, в котором обитала банда Винни, чтобы расправиться с ней раз и навсегда. Хотя Максу удаётся защитить Винни от убийц, ворвавшихся в его квартиру, и уйти от погони, они оба попадают в плен к Лему, отправившись на поиски Моны в павильон ужасов.
Лем насмехается над Максом, раскрывая невероятную тайну. Николь Хорн (убийца семьи Макса) и Лем были членами Внутреннего Круга, главой которого последний хотел стать после смерти Уодена. Он рассказывает, что Мона — наёмный убийца, нанятый Уоденом, чтобы убить Макса и Лема. Лем также говорит, что именно Уоден послал секретные планы проекта «Вальгалла» жене Макса и, следовательно, виновен в её гибели. Макс не может в это поверить. Владимир стреляет Максу в голову и нажимает кнопку на детонаторе, взрывая голову костюма Гоньитти. Здание охватывает пожар.
Лем оставляет Макса умирать в огне, но Мона спасает Пэйна. Понимая, что Владимир направится к Уодену, чтобы убить его, Макс и Мона пробираются в особняк сенатора и с боем пробиваются через отряды «уборщиков», чтобы его защитить. Добравшись до его убежища, Мона вдруг признаётся Максу, что она была нанята Уоденом, чтобы «разобраться со всем этим дерьмом», включая Макса. Она наводит пистолет на Пэйна, но не может нажать на спусковой крючок, и только бьёт Макса рукояткой по голове. Неожиданно появляется Лем и стреляет Моне в спину. Уоден выбирается из своего бункера и просит прощения у Макса. После чего сенатор пытается задушить Владимира, но тот стреляет ему в живот из крупнокалиберного пистолета. Макс в гневе бросается на Владимира и после недолгой борьбы Лем взрывает бомбы, установленные по всему особняку. Макс преследует Владимира по горящему и рушащемуся дому, попутно убивая оставшихся «уборщиков» и предавших Уодена телохранителей. Лем забирается на смотровую площадку в огромном зале и блокирует выход огнём, бросив в дверной проём коктейль Молотова, а затем — атакуя Макса бомбами с часовым механизмом (тем самым постепенно разрушая межэтажное перекрытие). Макс обрушивает на платформу тяжёлый шпиль, висевший под потолком. Платформа падает на пол, начинается перестрелка между Максом и Лемом, в которой побеждает детектив. После последнего, смертельного выстрела, Владимир падает на несколько этажей вниз, а бутылки с коктейлем Молотова разбиваются. Тело Владимира окутывает огонь.
Макс возвращается к Моне. Прибывает полиция. В зависимости от уровня сложности Мона умирает или же остаётся в живых, а мучения Макса наконец заканчиваются.

## Разработка
Первые сведения об игре появились в декабре 2001 года, когда компания Take-Two Interactive объявила о приобретении прав на торговую марку Max Payne и заявила о планах выпустить вторую часть. 3 октября 2003 года издательство официально объявило дату выхода игры — 15 октября 2003 года.
В отличие от предыдущей игры, внешность главного героя была смоделирована с профессионального актёра Тимоти Гиббса вместо Сэма Лейка, сценариста «Max Payne». Как и в первой части, Макса озвучил актёр Джеймс Маккеффри. Сюжет игры был написан Лейком, который решил сделать из игры любовную историю в стиле нуар, поскольку посчитал, что такой стиль отлично подходит персонажу. Основной целью проекта являлось сохранение преимуществ и исправление недостатков оригинала. Сюжет сиквела был в 3 раза больше, чем в первой части; по мнению Лейка, более сложный сюжет должен был повысить реиграбельность игры.
Роль внутриигровых видеороликов, как и в первой части, в сюжете снова приняли сцены в стиле комиксов. По мнению разработчиков, такая замена должна быть более эффективной и менее затратной вместо использования полностью анимированных роликов. Также, в случае необходимости, сцены с таким стилем было гораздо легче переделать во время разработки игры.
В Max Payne 2 используется значительно улучшенная версия игрового движка Max Payne. Несмотря на то, что игра поддерживает только Direct3D 8.1, разработчики смогли умело сымитировать возможности DirectX 9 за счёт оптимального использования таких графических эффектов, как отражение, преломление и шейдеры. Данные эффекты используются, к примеру, на уровнях-сновидениях Макса. Разработчиками было увеличено количество полигонов моделей окружения и персонажей, улучшена мимика и лицевая анимация различных эмоций, выражаемых персонажами: так, в игре Макс часто ухмыляется, шевелит бровями, реагируя на различные ситуации.
В игре используется физический движок Havok, играющий большую роль в боевых сценах и увеличивающий реалистичность, драматичность и кинематографичность игровых сцен. Физический движок был слегка модифицирован для обеспечения более натурального поведения оружия, гранат и коктейлей Молотова, также были изменены звуки. Движок Havok позволил выполнять действия, ранее недоступные в Max Payne: различные коробки и ящики могут перемещаться и разрушаться согласно законам физики и гравитации, тела противников падают более реалистично.
Режим Bullet Time, известный по первой части, был улучшен; разработчики назвали его «версией 2.0». Кроме замедленной съемки, позволяющей Максу легче расправляться с врагами, появилась возможность продлить действие этого режима, убивая врагов. Разработчики ввели данную возможность для того, чтобы в опасных ситуациях игроки могли пробиваться через группы врагов, а не прятаться в укрытиях, ожидая восстановления шкалы. Также была изменена анимация перезарядки оружия в режиме Bullet Time: теперь Макс при смене магазина приседает и делает оборот вокруг своей оси, что позволяет ему уклониться от вражеских пуль, а усиленное замедление времени даёт игроку время на обдумывание стратегии боя.
Для игры были выпущены специальные средства разработки от Rockstar Games и Remedy Entertainment, позволяющие игрокам создавать собственные модификации. Инструментарий позволяет создать для игры новые виды оружия, навыки, уровни и персонажей.

## Критика
| Сводный рейтинг                 | Сводный рейтинг                                                | Сводный рейтинг                                                | Сводный рейтинг                                                |
| Издание                         | Оценка                                                         | Оценка                                                         | Оценка                                                         |
| Издание                         | PC                                                             | PS2                                                            | Xbox                                                           |
| ------------------------------- | -------------------------------------------------------------- | -------------------------------------------------------------- | -------------------------------------------------------------- |
| GameRankings                    | 88,52 %                                                        | 76,64 %                                                        | 85,75 %                                                        |
| Metacritic                      | 86 %                                                           | 73 %                                                           | 84 %                                                           |
| Иноязычные издания              |                                                                |                                                                |                                                                |
| Издание                         | Оценка                                                         | Оценка                                                         | Оценка                                                         |
| Издание                         | PC                                                             | PS2                                                            | Xbox                                                           |
| 1UP.com                         | B-                                                             |                                                                |                                                                |
| GameSpot                        | 9,0 / 10                                                       |                                                                |                                                                |
| GameSpy                         | 5 / 5                                                          |                                                                |                                                                |
| GameZone                        |                                                                |                                                                | 9,3 / 10                                                       |
| IGN                             | 9,4 / 10                                                       |                                                                |                                                                |
| The Toronto Sun                 | 4,5 / 5                                                        |                                                                |                                                                |
| The New Zealand Herald          |                                                                |                                                                | 4 / 5                                                          |
| The Daily Telegraph (Австралия) | 5 / 5                                                          |                                                                |                                                                |
| Sydney Morning Herald           | 4 / 5                                                          |                                                                |                                                                |
| Sunday Times                    | 2 / 5                                                          |                                                                |                                                                |
| Русскоязычные издания           |                                                                |                                                                |                                                                |
| Издание                         | Оценка                                                         | Оценка                                                         | Оценка                                                         |
| Издание                         | PC                                                             | PS2                                                            | Xbox                                                           |
| «Домашний ПК»                   | [ 28 ]                                                         |                                                                |                                                                |
| Награды                         |                                                                |                                                                |                                                                |
| Издание                         | Награда                                                        | Награда                                                        | Награда                                                        |
| Домашний ПК                     | Выбор редакции журнала                                         | Выбор редакции журнала                                         | Выбор редакции журнала                                         |
| Домашний ПК                     | Лучшая женская, лучшая мужская роль, лучшая роль второго плана | Лучшая женская, лучшая мужская роль, лучшая роль второго плана | Лучшая женская, лучшая мужская роль, лучшая роль второго плана |

Игра получила преимущественно положительные отзывы, с общим рейтингом 86 % на Metacritic и 88,38 % на Game Rankings применительно к версии для Windows. Рецензентами были высоко оценены сюжет игры и геймплей, но подверглась критике длительность сюжетной кампании, которую многие сочли короткой. Несмотря на положительные отзывы, спрос на Max Payne 2 был низким. Игра получила несколько наград, в том числе премию за выдающееся достижение в художественном направлении на Golden Satellite Awards 2004; «Editors' Choice Awards» от GamePro, IGN, GameSpy, и GameSpot; звание «Игра месяца» от Game Informer. В 2007 году журнал Bit-tech дал игре вместе с её приквелом 5 место в списке самых модернизируемых игр.
Стив Полак (англ. Steve Polak) из The Daily Telegraph, знакомый с первой игрой серии, также похвалил Max Payne 2, назвав её «выдающейся» игрой, которая «сохраняет чувство атмосферы и привлекает своим ориентированным на перестрелки экшеном, который был так потрясен в первой игре». Критик отметил более изысканную историю, профессионально составленный сценарий, улучшенный геймплей и улучшенную графику. Дэн Туз (англ. Dan Toose) из Sydney Morning Herald назвал игру «жестокой, но прекрасной своими перестрелками» и подметил, что, аналогично другим шутерам, в игре не хватало атмосферности в однопользовательском режиме игры.
Джон Минифи (англ. Jon Minifie) из The New Zealand Herald оценил сюжет игры, назвав его «увлекательно тёмным шутером от третьего лица с хорошо продуманной сюжетной линией стиля нуар». В частности, Минифи похвалил Remedy за успешный порт игры на консоли, особенно на Xbox, сказав, что графика в этой версии почти не отличается от релиза на ПК. Тем не менее, порт на PlayStation 2 критик назвал просто «хорошей работой», посетовав на его более низкое качество. Стивен Пул (англ. Steven Poole) из Sunday Times заметил, что игра «точно такая же, только лучше». Он подметил, что враги более натурально реагируют на урон от пуль, благодаря физическому движку. Но в конечном итоге, Пул назвал игру «увлекательной, но не потрясающей».
Стив Тилли (англ. Steve Tilley) из The Toronto Sun, считавший, что Remedy проделали «убийственную работу» над Max Payne 2, заметил, что компания сохранила положительные стороны предыдущей игры, а всё остальное значительно улучшила. Тилли являлся поклонником режима Bullet Time из первой игры и оценил его возвращение с «еще более впечатляющими» визуальными эффектами. Он также оценил новый физический движок и, в дополнение, поаплодировал Remedy за внимание к замечаниям фанатов и решение проблем из предыдущей игры. Тем не менее Тилли разочаровался в общей линейности игры и отметил, что игроки, не интересующиеся нуаром, не будут заинтересованы и игрой.
Игра победила в номинации «Лучший Action» (2003) журнала «Игромания».
2004 — Golden Satellite Award «Лучшие декорации в игре для ПК», «Лучшая игра года для ПК».
Помимо этого, многими обозревателями отмечалось использование игрой приёма буллет-тайм — заморозки времени, которое стало знаковым в индустрии видеоигр.